# 趙簡子
趙簡子（？—前476年），本名趙鞅，又名志父，亦稱趙孟，中國春秋時期晉國趙氏的領袖。《趙氏孤兒》中的孤兒趙武之孫。晉昭公時，公族弱，大夫勢力強，趙簡子為大夫，專國事，致力于改革，为后世魏文侯李悝变法、秦孝公商鞅变法和赵武灵王改革，首开先河。

## 生平
公元前519年，周王子朝为乱，佔領王城，自稱周王。周敬王匄流寓于外，退往王城東面的狄泉，人稱「東王」，雙方混戰了三年之久。
公元前516年，赵鞅请命于晋顷公，大合諸侯，前往支持周敬王。隨後趙鞅和荀躒率晉軍入周，佔領王城，迎周敬王入城，平定了持續三年的王子朝之乱。
公元前513年（魯昭公29年），赵鞅和荀寅用鐵铸刑鼎，把范宣子制定的刑书铸在铁鼎上。不過孔子认为，这样做就会「贵贱无序」，破坏等级制度，不由得发出了「晋其亡乎！失其度矣」的感叹。
公元前501年，趙簡子有疾，昏迷了七天半，扁鵲替他把過脈。
公元前500年，趙簡子與同族趙午聯合攻打衛國，衛國進奉五百家雙方言和，安置在邯鄲。
公元前497年，赵简子筑晋阳城完工，欲将邯郸五百户迁往晋阳，其族弟赵午在进攻齐国后才把五百户人家迁到晋阳，趙鞅於是殺死趙午，赵午之子赵稷據邯郸发动叛乱。范氏家主士吉射與中行氏家主荀寅，則協助趙稷反抗趙氏。趙鞅寡不敌众，退守封邑晋阳。後來智躒聯合魏侈（魏襄子）、韓不信（韓簡子），藉晉定公之命幫助趙鞅，反擊范氏、中行氏。士吉射與荀寅失敗，逃至朝歌。此后，荀跞坐朝，赵鞅出征，随即清剿范氏、中行氏的残余势力。公元前493年，赵鞅领兵战于铁（今河南濮阳），以少胜多，大败范氏及中行氏。不久荀跞去世，赵鞅执政。公元前492年，再次败二卿于朝歌（今河南淇县），徹底清除范氏及中行氏在晉國的勢力。荀躒生前曾企圖立士皋夷繼承范氏、寵臣梁嬰父繼承中行氏，被赵鞅拒絕。赵鞅乘機將晉國本來的三军六卿格局，裁減为二军四卿。
公元前491年九月，赵简子率军从武安奔袭邯郸，三围邯郸。十一月，邯郸守军举城投降。赵简子同時将邯郸周边及柏人所属地盘全部划入赵氏版图，为后来“化家为国”建立强大的赵国奠定了基础。
晉定公三十六年（公元前476年）趙簡子卒。他舍弃嫡长子赵伯鲁而傳位才能出众的庶子趙毋卹（趙襄子）。趙簡子生前告誡趙毋卹，他日赵氏有难，晋阳足以依靠。

## 故事

### 轻税重税
趙簡子將派官吏到封地收取稅金。
官吏詢問該收多少，簡子回答：“按照國法，不要少也不要多。若是多了，便將多出的部份奉獻給國庫，若收少了，就當作是利民，而作為官吏，不貪圖私利才是正確之道。”
薄疑於是對趙簡子說：“你的封地將富強了。”
趙簡子聽了高興，便問：“如何看得出來呢？”
薄疑回道：“上面國庫空虛匱乏，下頭百姓貧困飢餓，然而奸猾的官吏卻因此富有了。”

### 用众之道
趙簡子攻打衛都的外城城牆，但他停留在箭與飛石所不及的地方，架著犀牛皮製的大盾與大戟，只是擊鼓命令將士衝鋒攻城，將士們因而都不願動身。
眼見將士停駐不前，趙簡子於是把鼓槌扔了，說道：“嗚呼！想不到我軍將士這麼快便無力再戰了。”
聽聞此言，行人燭過脫去甲冑，向趙簡子說：“下臣聽說：只有能力不及的將帥領導，沒有疲弊虛弱的將士。過去我國先君獻公併吞十七國，降服三十八國，大戰十次中，能有二次勝利，所率領的是這些人民。後來獻公逝世，惠公即位，國君行為放荡、行事昏庸，貪好美玉與美人，秦兵於是恣意妄為，侵入到只離絳縣郊外十七里處，當時治下的也是這些人民。再後來，惠公逝世，文公獲得了君位，圍困衛國，取得了鄴，城濮之戰，五次打敗楚軍，在天下間得到尊貴的大名，率領的也還是這些人民。所以是將帥領導不利，並非將士有所缺失。”
趙簡子聽聞後，於是撤掉了大盾與大戟，站到前線，再次擊鼓催促將士，將士們於是聽從號令勇往直前，取得了大勝。
趙簡子於是說：“與其讓我得到一千輛兵車，還不如得到行人燭過的一席話。”

## 墓葬
1988年，山西省太原市第一热电厂扩建厂区时发现一座春秋晚期大墓及随葬车马坑，经考古学家推断墓主可能为赵简子。墓葬随葬遗物达3421件，其中青铜器1402件，含7件升鼎组成的列鼎，达到诸侯级别。车马坑位于墓葬东北侧，共发现马44匹，各种车至少16辆。出土部分青铜文物在山西青铜博物馆（山西博物院分馆）展出，而车马坑则在太原市博物馆展出。